# Big Comic Original
Big Comic Original (ビッグコミックオリジナル, Biggu Komikku Orijinaru) ist ein japanisches Manga-Magazin, das seit 1972 zweimal im Monat bei Shogakukan erscheint. Es erscheint im Wechsel mit dem Schwesterprodukt Big Comic und richtet sich wie dieses an erwachsene Männer, ist daher der Seinen-Gattung zuzuordnen. Die etwa 300 Seiten starken Ausgaben verkauften sich Ende 2016 etwa je 500.000 mal. Mitte der 1990er Jahre, auf dem Höhepunkt des Manga-Magazin-Marktes in Japan, lag die verkaufte Auflage bei 1,7 Millionen. Das Magazin bietet wie Big Comic vor allem Geschichten älterer, bereits bekannter Künstler und enthält nur wenige Werbeanzeigen. Die Cover zeigen immer Motive mit Tieren.
Mehr als 83 % der Leser von Big Comic Original geben an älter als 30 Jahre zu sein, etwa ein Viertel sind weiblich. Die meisten Leser sind Angestellte.

## Serien (Auswahl)
- Dr. Kotō Shinryōjo von Takatoshi Yamada
- Haguregumo von George Akiyama
- Die Katzen des Louvre von Taiyō Matsumoto
- Kaze no Daichi von Nobuhiro Sakata und Eiji Kazama
- Monster von Naoki Urasawa
- Pluto: Urasawa × Tezuka von Naoki Urasawa und Takashi Nagasaki